# Wilsgebrek
Wilsgebrek is een begrip uit het privaatrecht dat de situatie aanduidt waarin de wil tot een rechtshandeling gebrekkig is gevormd. Dit gebrekkig gevormd zijn komt erop neer dat de argumenten (in brede zin) die (mede) aan de wilsvorming ten grondslag liggen:   
- onwaar zijn (bedrog en dwaling);
- onbetamelijk zijn (dwang of vrees); of
- op zichzelf niet verwerpelijk zijn, maar het misbruik daarvan ten bate van een ander wel (misbruik van omstandigheden, waarbij de bijzondere omstandigheden de argumenten vormen).

Het fenomeen wilsgebrek moet volgens het recht worden onderscheiden van wilsontbreken. In het geval van wilsontbreken is er helemaal geen wil die ten grondslag ligt aan de verklaring. Met name in het geval van een geestelijke stoornis - die onder wilsontbreken wordt geschaard - is dit echter moeilijk uit te leggen. Er is dan ook geen scherpe lijn te trekken.